# Hal Robson-Kanu
Thomas Henry Alex „Hal“ Robson-Kanu (* 21. května 1989 Londýn, Anglie, Spojené království) je bývalý velšský fotbalový útočník. V mládežnických kategoriích reprezentoval Anglii a Wales, na seniorské úrovni oblékal dres Walesu.

## Klubová kariéra
- Arsenal FC (mládež)
- Reading FC (mládež)
- Reading FC 2007–2016
- →  Southend United FC (hostování) 2008
- →  Swindon Town FC (hostování) 2009
- West Bromwich Albion 2016–2021

Robson-Kanu hrál od svých 10 do 15 let v londýnském Arsenalu, poté s ním klub přestal počítat a hráč se stěhoval do akademie Readingu, kde tehdy působil trenér Brendan Rodgers.
První zkušenosti se seniorskou kopanou sbíral na hostování v Southend United FC (jaro 2008). Jaro 2009 strávil na hostování v klubu Swindon Town FC. Po návratu se stal stabilním členem základní sestavy Readingu.

## Reprezentační kariéra

### Anglie
Reprezentoval Anglii v mládežnických kategoriích U19 a U20.

### Wales
Hal Robson-Kanu poté nastupoval ve velšské mládežnické reprezentaci U21.
Svůj debut za velšský národní A-tým absolvoval 23. 5. 2010 v přátelském utkání v Osijeku proti týmu Chorvatska (prohra 0:2). Se svým mužstvem se mohl v říjnu 2015 radovat po úspěšné kvalifikaci z postupu na EURO 2016 ve Francii (byl to premiérový postup Walesu na evropský šampionát). V závěrečné 23členné nominaci na mistrovství Evropy nechyběl. V úvodním zápase Walesu v základní skupině B proti Slovensku vstřelil v 81. minutě vítězný gól na konečných 2:1. Ve čtvrtfinále proti Belgii přispěl opět vítězným gólem k výhře Walesu 3:1, chytrou fintou zmátl 3 bránící hráče soupeře.